# Gonzalo Zárate
Gonzalo Eulogio Zárate (Rosario, 6 d'agost de 1984) és un futbolista argentí que actualment juga de davanter pel FC Red Bull Salzburg austríac.